# Dolichupis burius
Dolichupis burius is een slakkensoort uit de familie van de Triviidae. De wetenschappelijke naam van de soort is voor het eerst geldig gepubliceerd in 1979 door Cate.